# Dacia Marainiová
Dacia Marainiová (* 13. listopadu 1936, Fiesole) je italská spisovatelka. Ve své tvorbě se zaměřuje na ženskou problematiku. Získala řadu ocenění, včetně asi nejprestižnější italské literární ceny Strega, kterou obdržela roku 1999 za román Buio. Hlásí se k tzv. empatické škole (La Scuola Empatica) či empatismu (empatismo), což je literární hnutí zformované v roce 2020. Bývá též řazena k feminismu a levici.

## Život
Je dcerou sicilské princezny Topazie Alliaty di Salaparuta a obchodníka s uměním, orientalisty a horolezce Foscy Marainiho, který psal zejména o Tibetu a Japonsku. Její dobrodružní rodiče jsou častou inspirací jejích děl. Když byla dítě, její rodina se v roce 1938 přestěhovala do Japonska, aby unikla kolaboraci s fašismem. V letech 1943 až 1946 byla však celá rodina internována v japonském koncentračním táboře v Nagoji za to, že odmítla uznat Mussoliniho Republiku Salò, kterou si Japonské císařství vybralo jako partnera namísto Italského království, kde byli fašisté poraženi. Po válce se rodina vrátila do Itálie a Dacia žila na Sicílii s rodinou své matky ve městě Bagheria. Získala vzdělání na L'Istituto Statale della Ss. Annunziata, prestižní internátní škole ve Florencii.
V letech 1962 až 1983 byla životní partnerkou spisovatele Alberto Moravii. K jejím blízkým přátelům patřili též Pier Paolo Pasolini a Maria Callasová. S Moraviou připravila knižní rozhovor s názvem Dítě Alberto, v němž spisovatel líčil své dětství. Obdobnou knihu připravovala s Pasolinim, ale byl zavražděn dříve než ji mohli společně dokončit. Debutovala románem Dovolená (1962). Moraviu poznala, když ho byla poprosit o předmluvu do této své knihy. V roce 1966 založila s Moraviou a Enzo Sicilianem divadelní soubor Del Porcospino ("Dikobraz"), jehož posláním bylo produkovat novou italskou dramatiku. V roce 1973 též pomohla založit Teatro della Maddalena, které vedly pouze ženy. Také točila a psala scénáře pro krátké filmy a dokumenty, režírovala i jeden celovečerní snímek nazvaný L'amore coniugale. V několika filmech se objevila i jako herečka. Některé její romány byly rovněž zfilmovány, nejslavnější adaptací je snímek Tereza zlodějka z roku 1972 režiséra Carlo Di Palmy.
Na konci šedesátých a na počátku sedmdesátých let měla své feministické období, později se od feminismu poněkud distancovala tvrzeními jako "jsem feministka pouze v tom smyslu, že jsem vždy na straně žen". Její díla jsou ale za feministická často označována pro svá témata: osobní svoboda žen, zneužívání moci a jeho dopady na ženy, ženy oprošťující se od tradičních rolí, umlčování žen ve společnosti, role žen v módním systému, izolace žen hledajících nezávislost a svobodu, mateřství jako forma uvěznění ženy, potrat, násilí páchané na ženách, vnímání žen jako sexuálních objektů, zkušenost s homosexualitou, pedofilií, skupinovým sexem apod.